# NGC 700
NGC 700 je galaxie v souhvězdí Andromedy. Její zdánlivá jasnost je 14,6m a úhlová velikost 0,8′ × 0,7′. Je vzdálená 210 milionů světelných let, průměr má 50 000 světelných let. Je členem kupy galaxií Abell 262. Galaxii objevil 28. října 1850 Bindon Stoney, asistent Williama Parsonse, 3. hraběte z Rosse. Někdy je jako NGC 700 nesprávně určena PGC 6924. 